# Caros Fodor
 (juin 2018).
Si vous disposez d'ouvrages ou d'articles de référence ou si vous connaissez des sites web de qualité traitant du thème abordé ici, merci de compléter l'article en donnant les références utiles à sa vérifiabilité et en les liant à la section « Notes et références ».
Caros Fodor est un lutteur professionnel de MMA (mixed martial art). Il est le frère de Benjamin Fodor combattant de MMA également mais plus connu sous le nom de Phœnix Jones un « super heros » qui a veillé sur les rues de Seattle entre 2011-2014.
Caros a un palmarès de 11-4-0 en milieu amateur et 15-3-1 en milieu professionnel.
Il est un fin combattant qui préfère la stratégie à la violence pure. Réputé pour son crochet du gauche qui a mis KO une dizaine de combattants. Il et extrêmement expérimenté en soumission qu'il préfère utiliser que le combat debout. Il mesure 1,80 m et pèse 84 kg.
Sur ces 19 combats en milieu professionnel, il en gagne 9 grâce à ces stratégies très élaborées.